# Reformierte Kirche Zürich-Unterstrass

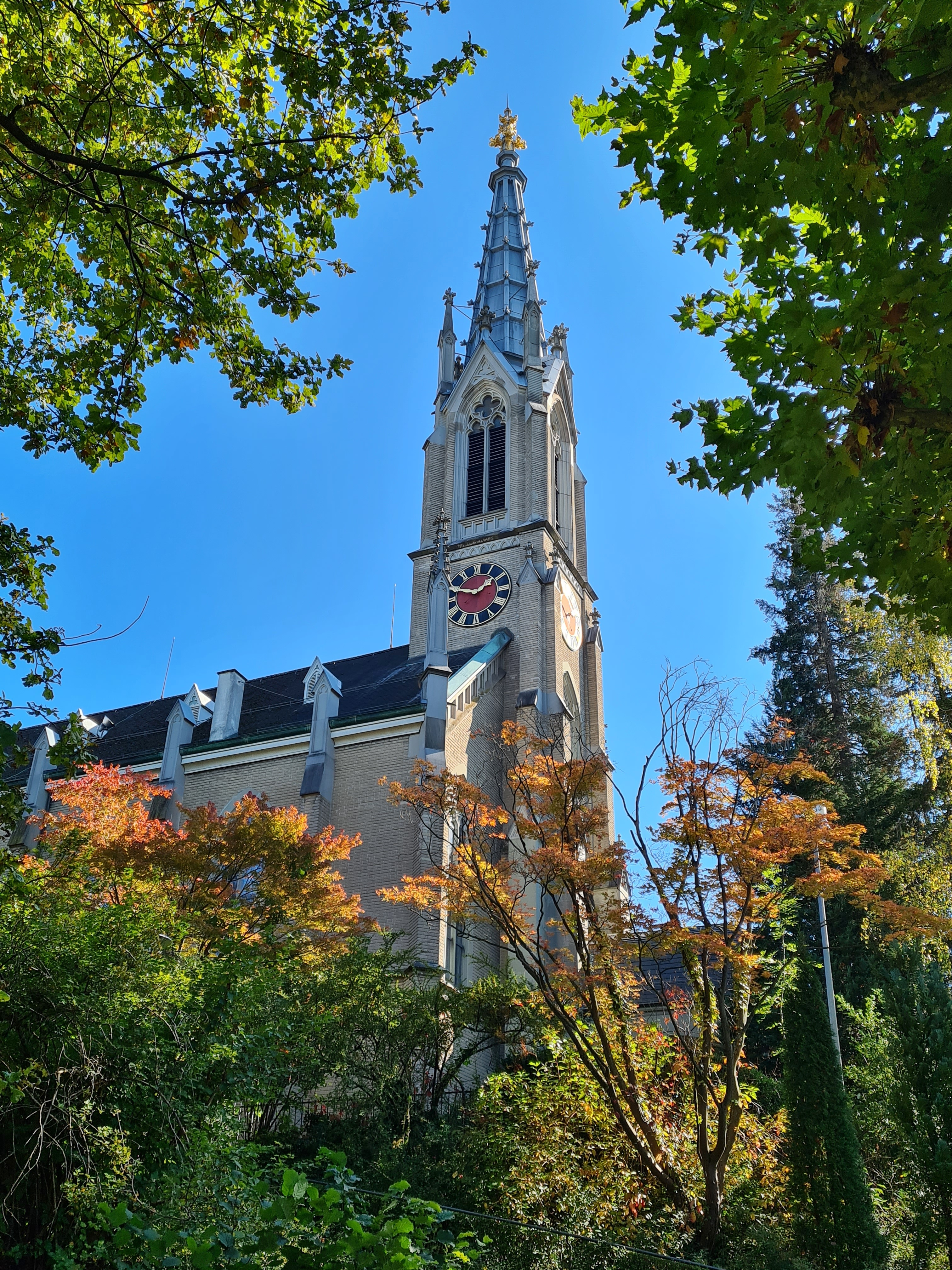
Kirche Unterstrass

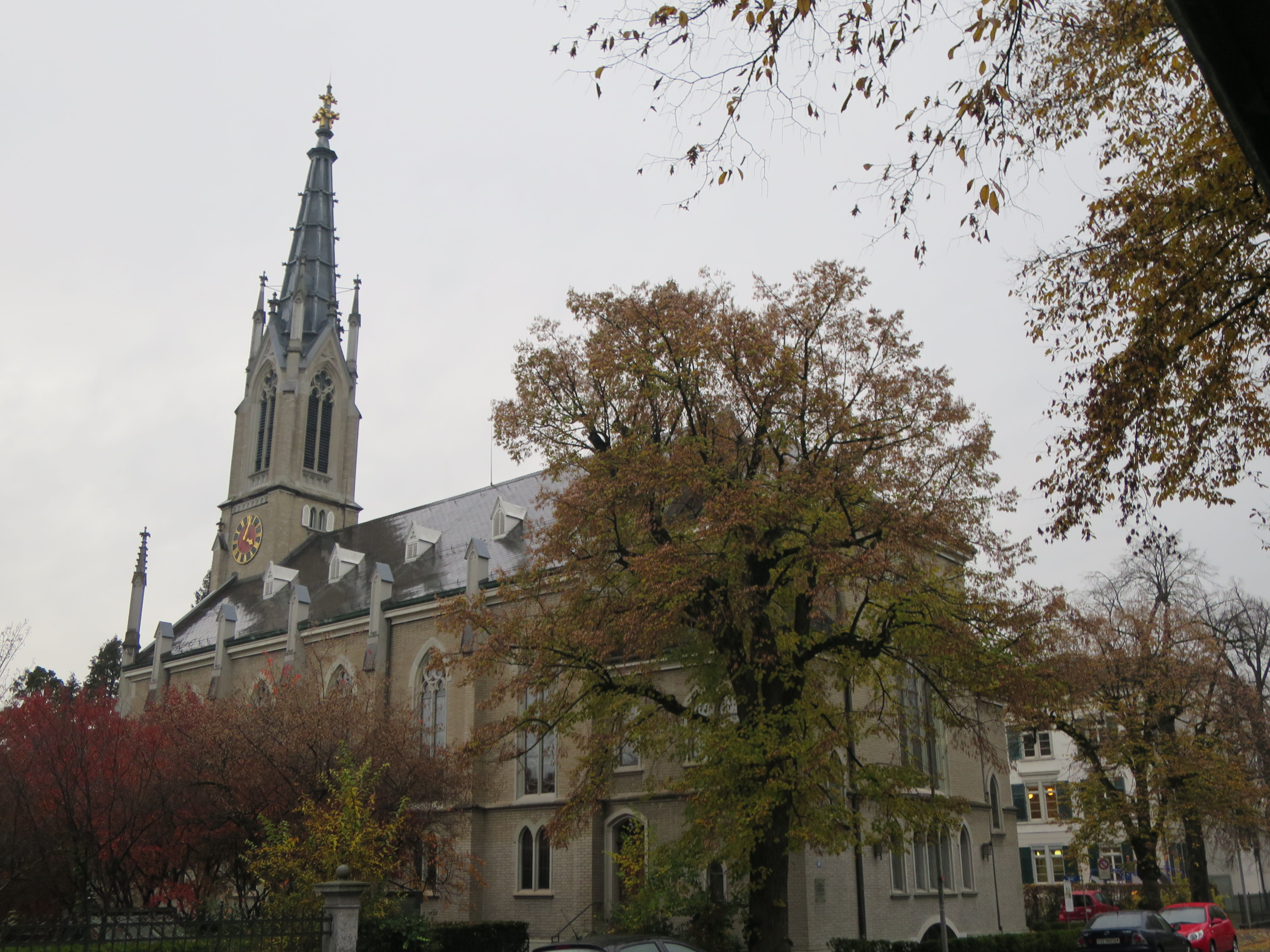
Ansicht von Nordosten

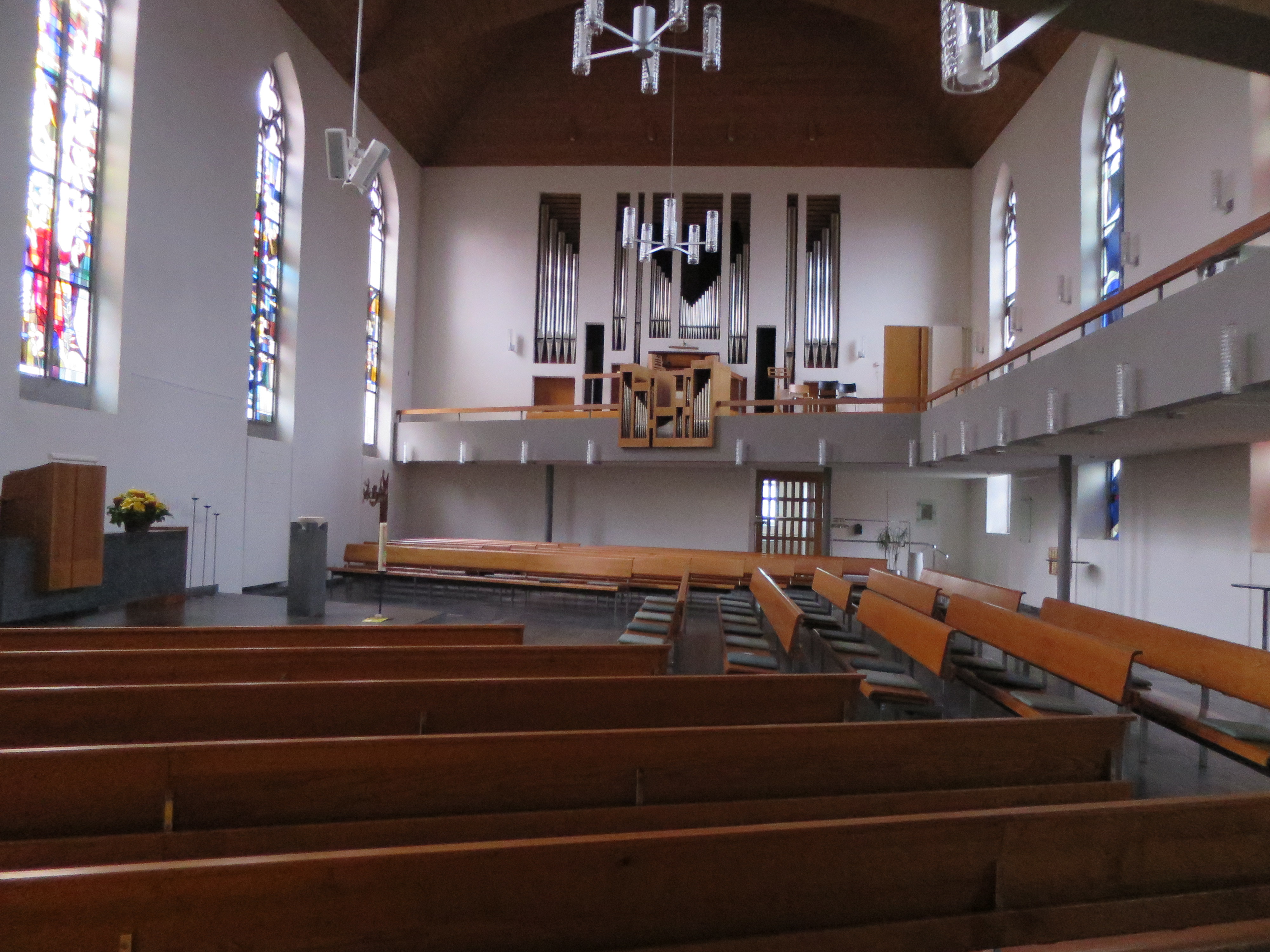
Innenraum

Die Kirche Zürich-Unterstrass ist eine evangelisch-reformierte Kirchengebäude im Zürcher Stadtteil Unterstrass.

## Geschichte
Das Gebiet von Unterstrass war ursprünglich nach der Gemeinde Grossmünster und ab 1614 nach der Predigerkirche Zürich kirchgenössig. Es bestand aber seit dem 14. Jahrhundert auf der Spanweid ein Siechenhaus mit zugehöriger St. Moritz-Kapelle, die 1442 erstmals erwähnt wurde. Ab 1734 wurden in der Kapelle auch öffentliche Gottesdienste durchgeführt. 1894 wurde die Kapelle, bis dato im Besitz der Stadt Zürich, abgerissen.
Die Bevölkerung von Unterstrass stieg zwischen 1812 und 1880 von 490 auf 3'342 Personen an. 1882 beschloss daher die Versammlung der Gemeindeglieder von Unterstrass, den Basler Architekten Paul Reber mit einem Kirchenneubau zu beauftragen. Innert zwei Jahren wurde das Kirchengebäude realisiert und konnte 1884 geweiht werden. 1893 erhielt die Kirchgemeinde dann ihre Selbstständigkeit. 1910–1911 wurde die Kirche von Architekt Ch. Conrad umgebaut. Hierbei wurden die Seitenemporen bis zur Kanzelwand weitergeführt, sowie die seitlichen Treppenhäuser und das Unterweisungszimmer im Nordosten dazugebaut. 1933 wurde die Pauluskirche (Zürich) eingeweiht und die Kirchgemeinde Unterstrass geteilt. 1962–1963 wurde die Kirche durch die Architekten Max Schucan und Max Ziegler zur Querkirche umgebaut und 1983–1985 durch den Bau eines neuen Kirchgemeindezentrums mit dem Pfarrhaus verbunden. 1996–1997 erfolgte unter Peter Fässler die Sanierung von Kirchturm und Westfassade.

## Beschreibung

### Äusseres und Glocken
Die Kirche erhebt sich weithin sichtbar über einem Park und kann durch eine monumentale Freitreppe erreicht werden. Der mächtige Frontturm ist in filigraner neugotischer Formensprache gehalten. Besonders auffallend ist der mit Fialen und Krabben verzierte Turmhelm, der in für reformierte Kirchenbauten ungewohnter Manier an gotische Kathedralen erinnert. Die Fassaden der Kirche sind von hohen Masswerkfenstern und fialenbekrönten Strebepfeilern geprägt. Die Kirche kann durch ein später hinzugebautes Vorzeichen betreten werden.
Der Turm trägt ein fünfstimmiges Geläut:
| Nummer | Gewicht  | Ton  | Giesser                          | Gussjahr | Inschrift                                                                       |
| ------ | -------- | ---- | -------------------------------- | -------- | ------------------------------------------------------------------------------- |
| 1      | 2'053 kg | des' | Jakob Keller, Zürich-Unterstrass | 1884     | Ehre sei Gott in der Höhe, frieden auf Erden und den Menschen ein Wohlgefallen. |
| 2      | 1'039 kg | f'   | Jakob Keller, Zürich-Unterstrass | 1884     | Land, Land, Land höre des Herren Wort.                                          |
| 3      | 600 kg   | as'  | Jakob Keller, Zürich-Unterstrass | 1884     | Bete und arbeite.                                                               |
| 4      | 400 kg   | b'   | H. Rüetschi AG, Aarau            | 1931     | Lasset die Kinder zu mir kommen.                                                |
| 5      | 249 kg   | des" | Jakob Keller, Zürich-Unterstrass | 1884     | Befiel dem Herren deinen Weg und hoffe auf ihn, er wird es wohl machen.         |

### Inneres
Das von Architekt Paul Reber durchkomponierte Innere folgte den Massgaben des Eisenacher Regulativs. Der längsgerichtete Innenraum verfügte über durchgehende Seitenemporen und eine Kanzelwand mit dominanter, mit neugotischem Gesprenge verzierten Kanzel, über der sich die Orgelempore befand. Innen- und Aussengestaltung der Kirche bilden ein bedeutendes Frühwerk Paul Rebers und weisen bereits auf sein Spätwerk im Geiste des Wiesbadener Programms hin.
1962–1963 wurde der Innenraum stark purifiziert und zur Querkirche umgestaltet. Dabei wurde die Liturgiezone mit Kanzel und Abendmahlstisch auf die westliche Längsseite der Kirche versetzt, während die übrigen vier Seiten durch eine hufeisenförmige Empore dominiert werden, die auf unverzierten Säulen ruht. Auf der Nordseite, also am alten Standort, wurde 1963 eine neue Orgel durch die Firma Metzler Orgelbau eingebaut. Die Kirche ist mit abstrakten Farbglasfenstern von Franz Karl Opitz verziert. Die Fenster der Westseite von 1965 stammen von Franz Karl Opitz sind von biblischen Symbolen und Szenenbildern mit Bezug auf die Gleichnisse Christi geprägt. 1997 schuf Opitz weitere Farbglasfenster für die Fenster der Ostseite unter dem Titel Durchdringung. Diese Fenster werden von dynamischen Farbbändern in schwarz, gelb, rot, grün und blau geprägt, die unter anderem für die paulinischen Grundwerte des Christentums – Glaube, Liebe und Hoffnung – stehen (1 Kor 13,13 ). Von den ursprünglichen, neugotischen Farbglasfenstern ist nur noch eines im Treppenhaus zur Empore erhalten.

## Orgel
1889 wurde für die Kirche Unterstrass eine mechanische Kegelladenorgel durch Carl Theodor Kuhn, Männedorf erbaut. Dieses Instrument besass 24 Register auf zwei Manualen und Pedal. 1911 erfolgte der Bau einer neuen, pneumatischen Membranladenorgel durch Carl Theodor Kuhn, Männedorf, mit 25 Registern auf zwei Manualen und Pedal. Die erste Orgel wurde in die Kath. Kirche St. Sigismond in St-Maurice VS versetzt. 1963 wurde die heutige Orgel der Kirche erbaut. Es handelt sich um eine mechanische Orgel der Firma Metzler, Dietikon mit 31 Registern auf drei Manualen und Pedal. 1997 erfolgte die Revision durch die Erbauerfirma.
Disposition der Orgel:
| I Rückpositiv C–g3 |       |
| Gedackt            | 8′    |
| Rohrflöte          | 4′    |
| Principal          | 2′    |
| Spitzgedackt       | 2′    |
| Larigot            | 1 ⁄3′ |
| Scharf             | 1′    |
| Regal              | 8′    |

| II Hauptwerk C–g3 |       |
| Pommer            | 16′   |
| Principal         | 8'    |
| Rohrflöte         | 8′    |
| Octave            | 4′    |
| Nachthorn         | 4′    |
| Octave            | 2′    |
| Mixtur            | 1 ⁄3′ |
| Trompete          | 8′    |

| III Schwellwerk C–g3 |       |
| Gedackt              | 16′   |
| Flöte                | 8′    |
| Spitzgambe           | 8′    |
| Unda maris           | 8′    |
| Principal            | 4′    |
| Sesquialter II       | 2 ⁄3′ |
| Plein jeu            | 2′    |
| Oboe                 | 8′    |
| Tremulant            |       |

| Pedal C–f1    |       |
| Principalbass | 16′   |
| Subbass       | 16′   |
| Oktavbass     | 8′    |
| Gedackt       | 8′    |
| Oktave        | 4′    |
| Mixtur        | 2 ⁄3′ |
| Fagott        | 16′   |
| Trompete      | 8′    |

- Koppeln: I/II, III/I, III/II, I/P, II/P, III/P
- Spielhilfen: Registercrescendo, 3 Setzerkombinationen, Tutti, Absteller Zungenregister

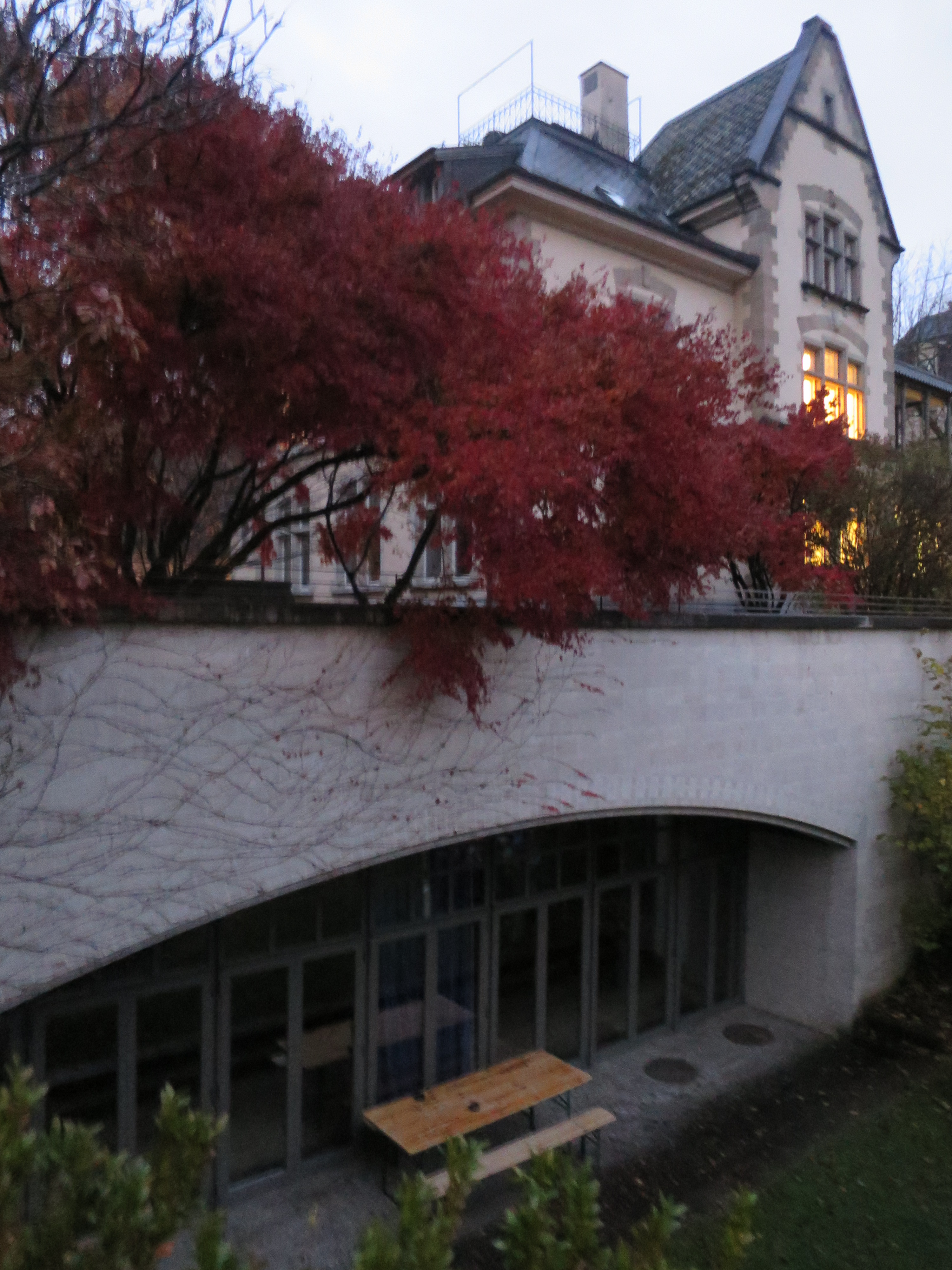
Gemeindezentrum mit Pfarrhaus

### Gemeindezentrum
Über die ehemalige Sakristei am Nordende der Kirche gelangt man ins Kirchenzentrum von 1985, das teilweise unter der Kirche liegt. Nur ein bewusst zurückhaltend gebauter Verbindungstrakt zum Pfarrhaus mit breitem Segmentbogenfenster ist von der Oberfläche aus sichtbar. Geplant wurde der Neubau von Hans Howald.